# Disostose cleidocraniana
A disostose cleidocraniana (denominada também de displasia cleidocraniana, displasia osteodentinária, disostose mutacional e síndrome de Maric-Saintoné) é uma doença rara, que atinge 1/1.000.000 de indivíduos. Essa patologia atinge diversos ossos e articulações do corpo, podendo causar na maioria dos casos deformações no desenvolvimento da clavícula, dos ossos do crânio, nos dentes e em diversos outros ossos. A ausência das clavículas, acomete cerca de 10% dos indivíduos, propiciando um pescoço alongado, permitindo a projeção dos ombros para a região medial do corpo, sem que seja provocado o menor desconforto. Essa doença possui características hereditárias relacionadas a um gene autossômico dominante, contudo pode surgir devido a mutações espontâneas não possuindo predileção por gênero ou etnia. Se encontra de forma mais especifica no gene CBFA1 presente na banda 21 do braço P (curto) do cromossomo 6 conhecido como RUNX2 (fator de transcrição 2), sendo relatado como a origem da doença.

## Histórico
Em pesquisas feitas por Loureiro (2015), as primeiras referências à Displasia Cleidocraniana (DCC) ou também chamada disostose cleidocraniana remontam a Grécia Antiga e ao poema épico de Homero, “A Ilíada”, onde o herói “Tersites” apresentava um conjunto de características físicas compatíveis com os sinais mais recorrentes da síndrome em questão e de onde se salientava a sua capacidade de aproximar seus ombros da linha média. Historicamente a presença da displasia cleidocraniana poderia ser percebida a partir da analise de características comuns aos pacientes, visto que, assim como a grande maioria das patologias, não possuía meios medicinais de comprovação e nem estudos comprovativos.
Com o desenvolvimento da prática de análises ósseas como método de descoberta e achados medicinais e científicos, passou a ser possível a notificação de doenças a partir da investigação de características comuns aos pacientes portadores da displasia cleidocraniana. O primeiro relatório reconhecível de DCC na literatura médica foi atribuído a Meckel em 1760. A partir do momento em que foi possível reconhecer a DCC, diversos casos de ossadas que apresentavam comprovações da doença foram encontradas e, dessa forma, iniciou-se todos os estudos acerca do tema. Esses estudos permitiram definir o padrão de várias características desta síndrome.
Apesar de ideias acerca da existência da síndrome começar a serem espalhadas a partir do século XVIII, não se entendia a real relação entre as alterações cranianas e alterações claviculares, somando-se a isto havia ainda a escassez de explicações sobre o surgimento da displasia cleidocraniana e por qual motivo a mesma se manifestava. Apesar desses trabalhos, nenhum deles fazia uma associação clara entre a presença de alterações cranianas e a presença de alterações claviculares, sendo tal associação sido realizada apenas durante o século XIX. Em fins desse mesmo século, em 1897, Marie e Sainton, dois médicos parisienses, publicam o primeiro dos seus trabalhos sobre esta síndrome, onde documentaram um caso de um pai e filho afetados. A partir da primeira publicação referente à DCC, a comunidade científica passou a enxergar a síndrome como uma descoberta que necessitava de maiores estudos, visto que a mesma causa inúmeras modificações tanto no crânio como nas clavículas, sendo importante no âmbito medicinal. No ano seguinte publicam um segundo artigo intitulado “On hereditary cleidocranial dysostosis”, onde propuseram a designação de disostose cleidocraniana para a síndrome, associando-a a padrões de hereditariedade. Após a ampliação dos conhecimentos acerca da alteração genética, foi possível a constatação e confirmação de dezenas de casos a partir da análise de padrões anatômicos vistos em todos os indivíduos que apresentam a DCC, remetendo casos ainda não descobertos.
A primeira associação entre alteração num gene específico e a displasia cleidocraniana é proposta por Nienhaus et al, em 1993, sugerindo que o gene causador da mesma se localizaria ou no braço curto ou no braço longo do cromossoma 6. Diante de análises genéticas em um paciente que apresentava sinais clínicos de displasia cleidocraniana foi possível a confirmação da relação entre uma inversão pericêntrica do cromossoma 6 e ter a condição genética. Em 1995 surge uma nova confirmação da proposta de Nienhaus et al, na qual associava a presença de deleções localizadas no cromossoma 6p21. Segundo Loureiro (2015), em estudos posteriores Mundlos et al, encontram em diferentes indivíduos com DCC inserções, deleções e mutações missense  que levavam a codões stop (sequência de três bases nitrogenadas de RNA mensageiro que param a tradução) no domínio de ligação ao ADN, ou no domínio de transativação C-terminal da proteína RUNX2.
Desde a descrição da síndrome por Marie e Sainton, mais de 1000 casos foram publicados na literatura médica e mais de 100 sintomas foram associados a displasia cleidocraniana, apesar da associação com a síndrome não ser sempre obrigatória. Atualmente a DCC é uma condição genética amplamente conhecida pela comunidade acadêmica e cada vez se torna mais conhecida por todo o mundo. Um dos casos mais recentes e conhecidos da condição é o do ator internacional, Gaten Matarazzo, famoso pelo seu papel na série Stranger Things. No entanto, faz-se necessário um maior repasse de informações acerca da síndrome, visto que mesmo com a ampliação das descobertas e estudos voltados para a mesma, ainda falta à instrução que atinja toda a população, logo, deve-se buscar a realização de campanhas e ações voluntárias.

## Genética

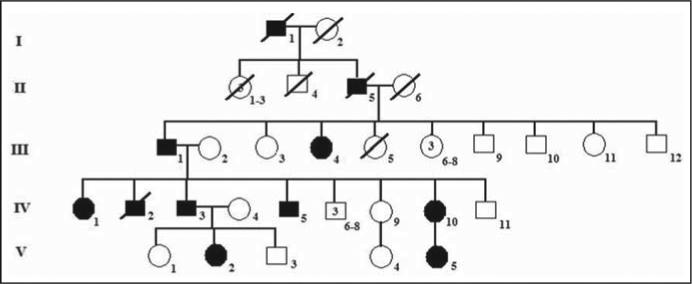
Heredograma que evidencia a etiologia monogênica autossômica dominante

A displasia cleidocraniana é uma doença esquelética congênita que atinge os ossos da face e da clavícula, podendo acometer ambos os sexos. Muitas vezes essa patologia é herdada como um traço autossómico dominante. É percebida desde o nascimento, tendo características de hereditariedade.
Segundo Loureiro (2015, p. 18), "mutações em heterozigotia e de transmissão dominante no gene RUNX2 (runt related transcription factor 2), também conhecido como CBFA1, PEBP2αA ou AML3, localizado no braço curto do cromossoma 6, região 2, banda 1 (6p21), foram identificadas como causadoras da displasia cleidocraniana". O gene RUNX2 se liga ao DNA e ajuda a controlar a atividade de determinados genes, além disso, é responsável pelo fornecimento de instruções para a produção de uma proteína envolvida no desenvolvimento e manutenção dos dentes, ossos e cartilagens.
A formação óssea pode ser do tipo intramembranosa ou endocondral, nas duas formas acontecem a transformação de um tecidomesenquimall preexistente em tecido ósseo, porém na formação endocondral as células mesenquimais se diferenciam primeiramente em cartilagem e essa cartilagem posteriormente é substituída por osso. Na displasia Cleidocraniana os ossos formados pela ossificação intramembranosa são anormais.
Segundo Hall (1988), no processo de ossificação intramembranosa, as proteínas morfogenéticas ósseas (provavelmente BMP2, BMP4 e BMP7) da epiderme da cabeça instruem as células mesenquimais, provenientes da crista neural, a se tornarem células ósseas diretamente. Dessa forma, as BMPs ativam o gene CBFA1 nas células mesenquimais, transformando estas células em osteoblastos formadores de osso.
A disostose cleidocraniana pode surgir por acaso, chamada de neomutações, ou pode ser herdada, sendo que o progenitor apresenta características imperceptíveis da patologia. O gene RUNX2 pertence a uma família de fatores de transcrição heterodiméricos denominada core-binding factors (CBF), constituídos por duas subunidades independentes, a subunidade α que se liga ao ADN e a subunidade β que não se liga ao ADN.
De forma a iniciar o programa genético que culmina com a expressão de genes importantes para o fenótipo ósseo, a proteína RUNX2 terá de se associar com a proteína CBFβ, formando um heterodímero.

## Sinais e sintomas
O diagnóstico do portador de DCC é realizado através de exames clínicos e radiográficos. A aparência clínica dos acometidos é bastante característica, principalmente após a puberdade devido a alguns traços dessa doença, como baixa estatura, falha na erupção dos dentes permanentes, dentes supranumerários e retardo na esfoliação dos dentes decíduos. Outros aspectos dessa patologia são: a aplasia ou hipoplasia clavicular (clavículas rudimentares ou completamente ausentes), que está presente em 10% dos casos, que permite o movimento do braço até ao plano sagital mediano. A abóboda craniana aumentada, uma menor espessura do músculo masseter, hipodesenvolvimento do terço médio da face, geralmente também é apresentado uma hipoplasia da maxila, retardo no desenvolvimento esquelético, o pescoço largo e atraso no fechamento das suturas cranianas. Em alguns casos é possível observar que os palatos estreitos e profundos também são frequentes. É importante realizar o diagnóstico diferencial devido aos pacientes exibirem nanismo, ossos densos, frágeis e agenesias parciais das falanges dos dedos dos pés e mãos.

## Tratamento
Quanto aos dentes dos portadores de disostose cleidocraniana, podem se relacionar anodontia parcial, dentes supranumerários (os quais impedem o desenvolvimento dos dentes permanentes e obstruem a erupção destes dentes), dentes não irrompidos associados a cistos ou tumores odontogênicos, retenção de dentes decíduos (com reabsorção radicular), erupções retardadas pela diminuição do potencial eruptivo, retardo na erupção dos primeiros molares e anomalias da forma dentária (tanto das raízes como presença de dentes conóides). Também alterações do palato são encontradas nesses pacientes, como palato alto, estreito, arqueado e uma prevalência maior das fendas palatinas.
O atraso na erupção dos dentes pode ser explicado pelo aumento na densidade óssea de algumas regiões dos maxilares, em decorrência de uma remodelação anormal do osso; ausência ou diminuição do cemento celular; aumento da espessura da fibromucosa; presença de dentes supranumerários; formação incompleta da lâmina dentária e ausência de rizólise dos dentes decíduos. Jensen e Kreiborg (1993a, 1993b) têm relatado anormalidades morfológicas na maxila e mandíbula destes pacientes. Na maxila, os seios paranasais podem estar pequenos ou ausentes. Na mandíbula, os ramos ascendentes apresentam-se paralelos entre si e os processos coronóides mostram uma curvatura para a distal, além da persistência da sínfise mandibular. Também na face, os ossos nasais são hipoplásicos ou ausentes e os zigomáticos, hipoplásicos.
No estudo realizado por McNamara et al. (1999) sobre as características da síndrome, encontradas nas radiografias panorâmicas, citam-se a presença de múltiplos dentes não irrompidos; dentes com alterações de forma; ramos ascendentes da mandíbula delgados com os bordos posterior e anterior paralelos e, em alguns casos, estreitando-se em direção ao processo coronóide e côndilo; processo coronóide frequentemente ascendente e para posterior; arco zigomático estreito com severa inclinação descendente e algumas vezes descontínuo com a sutura zigomático-temporal; seios maxilares pequenos ou ausentes; bordo infraorbital mais baixo que o normal em relação aos dentes; inclinação descendente do assoalho da fossa nasal em relação à espinha nasal anterior, acentuando a forma em V; trabeculado ósseo da mandíbula com aspecto grosseiro; aumento da densidade da crista óssea alveolar, comprometendo a irrupção dentária; aumento da densidade do ramo ascendente entre o bordo anterior da mandíbula e o canal dentário inferior. A maior parte dos pacientes com disostose cleidocraniana desempenha suas funções normais, não apresentando comprometimento significativo. Existem relatos de que o tratamento cirúrgico com a exposição dos dentes inclusos, combinado com o tratamento ortodôntico, tem sido bem-sucedido em alguns casos (McDONALD, 2001). Porém, a extração dos dentes decíduos não promove a erupção dos dentes permanentes inclusos.
Sabe-se que a retenção prolongada dos dentes decíduos, agenesias e dentes supranumerários provocam má oclusão. Portanto, procedimentos ortodônticos devem ser utilizados com a finalidade de adequar a cavidade bucal para futura reabilitação protética. Os exames radiográficos, além de auxiliar na detecção das anormalidades maxilofaciais, permitem o acompanhamento dos pacientes, sendo, por isso, considerados uma ferramenta para o diagnóstico e conduta terapêutica.

## Aspectos odontológicos

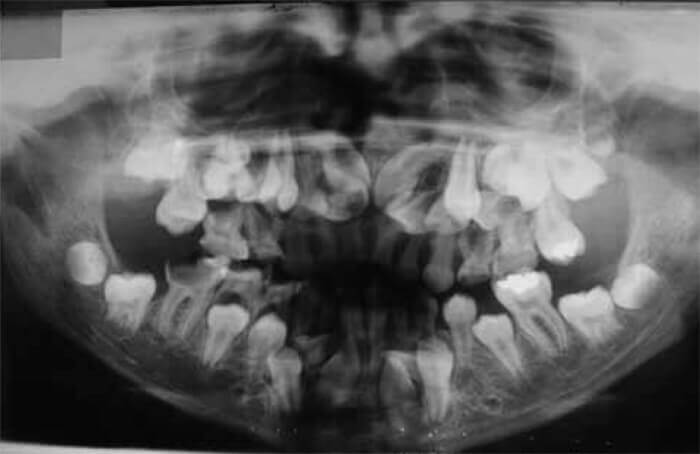
Supranumerários múltiplos

As anomalias orais causadas pela disostose cleidocrania são marcantes, e geralmente, são fatores determinantes para o diagnóstico da DCC, tornando o cirurgião-dentista parte crucial para a descoberta da doença. Estas anormalidades apresentadas pelos pacientes que possuem disostose são numerosas e estão presentes principalmente na dentição decídua, mas também podem aparecer na permanente. São elas: Anodontia parcial (ausência do elemento dentário), dentes supranumerários, erupções tardias, dentição ectópica (fora do local adequado) e anomalias dentárias, palato alto, estreito e arqueado, assim como, subdesenvolvimento da maxila e seios paranasais, alteração de densidade óssea e aumento da espessura da fibromucosa (gengiva),,,.

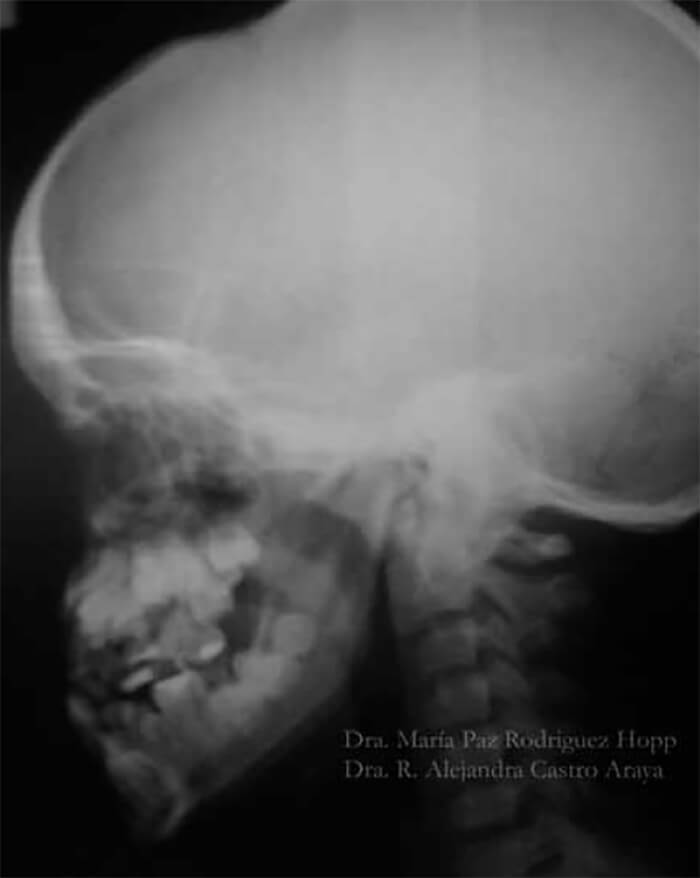
Falta de desenvolvimento do nível médio e inferior

A ausência de alguns dentes está relacionada à hipoplasia das raízes dentárias e falta de cemento celular, estrutura que recobre a parte radicular dos dentes, isso interfere na inserção do dente no osso alveolar, realizada pelos ligamentos periodontais,,.
A erupção dos dentes permanentes pode ser afetada, pela permanêcia prolongada dos dentes decíduos no rebordo alveolar, em razão da presença de espesso tecido fibromucoso e densidade óssea, isso dificulta o aparecimento desses dentes na cavidade bucal apesar de os processos de formação, maturação e erupção dentária serem normais,. Além disso o aparecimento de dentes supranumerários, em razão do atraso na reabsorção da lâmina dentária, também pode afetar a dentição permanente.
Os dentes supranumerários, é como são chamados os dentes que excedem o número natural, essa quantidade varia e podem ser desde 1 a 30, e até mesmo 63 dentes excedentes encontrados. Essa quantidade anormal de dentes pode causar apinhamento, em decorrência da falta de espaço, e consequentemente má oclusão, bem como comprometimento das articulações, da mastigação e estética.
O osso mandibular possui maior probabilidade de possuir dentes supranumerários, porém, também estão presentes nas maxilas. Além disso, estes dentes podem aparecer erupcionados ou inclusos, sejam decíduos ou permanentes, e isso causa uma movimentação nos dentes permanentes para além do local de oclusão, a denominada dentição ectópica,.
Quanto aos procedimentos indicados para o tratamento dessa patologia estão exodontias, que podem ser completa ou apenas dos dentes impactados; remoção dos dentes supranumerários, evitando problemas de linguagem, mastigação, deglutição, respiração ou audição; e instalação de próteses implantadas,.

## Prognóstico
Para um bom prognostico, é evidente a importância de um diagnóstico precoce e também a atuação multidisciplinar no atendimento de pessoas portadoras de disostose cleidocraniana, composta por especialistas da odontologia, psicólogos, fonoaudiólogos, geneticistas, endocrinologistas e otorrinolaringologistas. O diagnóstico precoce dessa condição minimiza alterações bucais mais severas, visando a adaptação funcional do indivíduo e uma melhor qualidade de vida. Ter o diagnóstico precoce é importante, mas a duração do tratamento pode ser prolongada, visto que há a existência de grande imprevisibilidade na erupção dos dentes, podendo fazer com que o plano de tratamento seja alterado, especialmente em casos mais graves, que são casos com a existência de dentes supranumerários. A baixa estatura dos pacientes com DCC também pode ter implicações no prognóstico e no tratamento do paciente.
Jensen and Kreiborg (1992) cit. in Tanaka et al., (2006) concluíram que a combinação do tratamento protético e cirúrgico pode não ter um bom prognóstico, porque pode não ocorrer a erupção dos dentes permanentes. Afirmam ainda que este depende da quantidade de dentes supranumerários e o tempo em que o tratamento é iniciado.
Kolokitha et al., (2008) afirmam que o prognóstico de um procedimento cirúrgico e os problemas de uma restauração protética convencional fazem com que este tratamento não seja favorável. Isto aconteceu, porque a mudança de prótese e o retirar ou acrescentar dentes na prótese era comum, e levaram a que se começasse a fazer tratamentos combinados de procedimentos cirúrgicos e ortodônticos.
Butterworth (1999) afirma que a combinação de um tratamento cirúrgico e um tratamento ortodôntico deve ser vista como a solução mais promissora uma vez que nos dá um prognóstico de longo prazo. Afirma ainda que outros dois tipos de tratamentos, a utilização de próteses com ou sem extração dos dentes inclusos e a extração dos dentes inclusos e em seguida fazer autotransplante ou reposição cirúrgica dos dentes permanentes, o seu prognóstico não é de longo prazo.
Pacientes com disostose cleidocraniana não apresentam sinais de retardo mental , ao contrário, têm inteligência normal, bom prognostico e expectativa de vida normal. Entretanto, em maioria dos casos, é necessário o acompanhamento psicológico que reforce a autoconfiança dos pacientes.